# Saint-Denis (ancienne circonscription fédérale)
Pour les articles homonymes, voir Saint-Denis.
Saint-Denis (aussi connu sous le nom de St-Denis) fut une circonscription électorale fédérale du Québec, située sur l'île de Montréal.
Cette circonscription fut créée en 1914 à partir de la circonscription de Maisonneuve. En 1947, la circonscription fut abolie et redistribuée parmi Papineau et St-Denis, issue en partie de la circonscription de Mercier. En 1952, la circonscription fut renommée Saint-Denis. La circonscription fut abolie en 1996 et en partie fusionnée avec Ahuntsic.

## Géographie
La circonscription se situait entièrement sur le territoire montréalais, dans le quartier Ahuntsic.

## Députés
| Législature                    | Années    | Député              | Député            | Parti politique |
| ------------------------------ | --------- | ------------------- | ----------------- | --------------- |
| St. Denis issue de Maisonneuve |           |                     |                   |                 |
| 13e                            | 1917–1921 |                     | Alphonse Verville | Libéral         |
| 15e                            | 1921–1925 | Joseph-Arthur Denis |                   | Libéral         |
| 15e                            | 1925–1926 | Joseph-Arthur Denis |                   | Libéral         |
| 16e                            | 1926–1930 | Joseph-Arthur Denis |                   | Libéral         |
| 17e                            | 1930–1935 | Joseph-Arthur Denis |                   | Libéral         |
| 18e                            | 1935–1937 | Azellus Denis       |                   | Libéral         |
| 19e                            | 1940–1945 | Azellus Denis       |                   | Libéral         |
| 20e                            | 1945-1949 | Azellus Denis       |                   | Libéral         |
| St-Denis                       |           |                     |                   |                 |
| 21e                            | 1949–1953 |                     | Azellus Denis     | Libéral         |
| Saint-Denis                    |           |                     |                   |                 |
| 22e                            | 1953–1957 |                     | Azellus Denis     | Libéral         |
| 23e                            | 1957–1958 |                     | Azellus Denis     | Libéral         |
| 24e                            | 1958–1962 |                     | Azellus Denis     | Libéral         |
| 25e                            | 1962–1963 |                     | Azellus Denis     | Libéral         |
| 26e                            | 1963–1963 |                     | Azellus Denis     | Libéral         |
| 26e                            | 1964–1965 | Marcel Prud'homme   |                   | Libéral         |
| 27e                            | 1965–1968 | Marcel Prud'homme   |                   | Libéral         |
| 28e                            | 1968–1972 | Marcel Prud'homme   |                   | Libéral         |
| 29e                            | 1972–1974 | Marcel Prud'homme   |                   | Libéral         |
| 30e                            | 1974–1979 | Marcel Prud'homme   |                   | Libéral         |
| 31e                            | 1979–1980 | Marcel Prud'homme   |                   | Libéral         |
| 32e                            | 1980–1984 | Marcel Prud'homme   |                   | Libéral         |
| 33e                            | 1984–1988 | Marcel Prud'homme   |                   | Libéral         |
| 34e                            | 1988–1993 | Marcel Prud'homme   |                   | Libéral         |
| 35e                            | 1993–1997 | Eleni Bakopanos     |                   | Libéral         |
| Dissoute parmi Ahuntsic        |           |                     |                   |                 |